# Будівська сільська рада
| Будівська сільська рада — колишній орган місцевого самоврядування у Тростянецькому районі Вінницької області з адміністративним центром у с. Буди. Сільській раді були підпорядковані населені пункти: - с. Буди - с-ще Дубина |

## Склад ради
Рада складалася з 16 депутатів та голови.

## Керівний склад сільської ради
| ПІБ                            | Основні відомості                                                 | Дата обрання | Дата звільнення |
| ------------------------------ | ----------------------------------------------------------------- | ------------ | --------------- |
| Яновський Анатолій Тимофійович | Сільський голова, 1962 року народження, освіта, безпартійний      | 26.03.2006   | 31.10.2010      |
| Малко Володимир Миколайович    | Сільський голова, 1966 року народження, освіта вища, безпартійний | 31.10.2010   | 31.10.2015      |
| Комаров Олександр Евгенійович  | Сільський голова 1972 року народження освіта вища безпартійний    | 31.10.2015   |                 |

Примітка: таблиця складена за даними джерела